# 8006 Tacchini
8006 Tacchini este un asteroid din centura principală de asteroizi.

## Descriere
8006 Tacchini este un asteroid din centura principală de asteroizi. A fost descoperit pe 22 august 1988 la Observatorul San Vittore din Bologna. El prezintă o orbită caracterizată de o semiaxă mare de 2,66 ua, o excentricitate de 0,03 și o înclinație de 15,3° în raport cu ecliptica.